# Горби, Жан-Батист
Жан-Баптист Горби (фр. Jean-Baptiste Gorby; род. 25 июля 2002, Майотта) — французский футболист гаитянского происхождения, полузащитник клуба «Пасуш де Феррейра».

## Клубная карьера
Горби — воспитанник клубов «Нант» и португальского «Брага». 17 октября 2021 года Кубка Португалии «Моитенше» Жан-Баптист дебютировал за основной состав последних. 5 декабря в матче против «Эшторил-Прая» он дебютировал в Сангриш-лиге. 22 января 2022 года в поединке против столичного «Спортинга» Жан-Баптист забил свой первый гол за «Брагу».
Летом 2023 года Горби бы арендован «Пасуш де Феррейра».